# Havisevanjärvi
Havisevanjärvi är en sjö i kommunen Kangasala i landskapet Birkaland i Finland. Arean är 37 hektar och strandlinjen är 5,81 kilometer lång. Sjön  ingår i Kumo älvs huvudavrinningsområde.   Den ligger omkring 16 kilometer öster om Tammerfors och omkring 160 kilometer norr om Helsingfors. 